# Canale 5

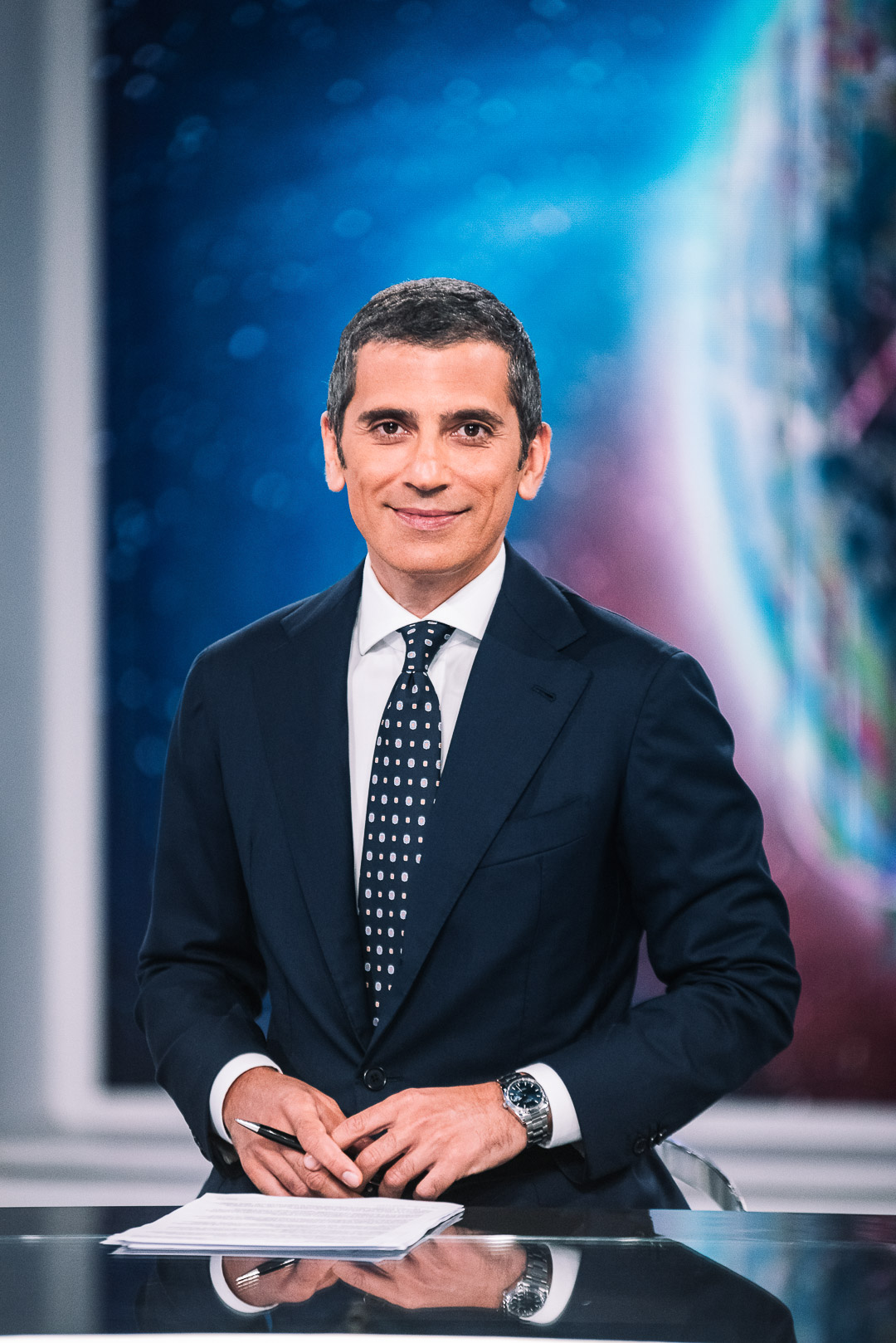
Dario Maltese (2019): novinář ze zpravodajství televize Canale 5.

Canale 5, italský televizní kanál patřící do skupiny Mediaset, je druhým nejsledovanějším kanálem Itálie. Canale 5 vysílá nonstop v DVB-T po celé Itálii a přes satelit Hot Bird. Kanál je ale kódovaný a dostupný pouze přes službu TivuSat zdarma a přes platformu Sky Italia placeně. Program je zaměřen především na publikum v produktivním věku.

## Výběr pořadů
- Mattino Cinque (ranní magazín o aktuálním dění v Itálii a ve světě)
- Forum (soudní procesy)
- Uomini e Donne (talk show)
- Chcete být milionářem?
- Striscia la notizia (show)
- Maurizio Costanzo Show (talk show)

## Reality show
- Grande Fratello (Big Brother)
- Amici (Fame)
- Farma

## Seriály
- Rodina Sopránů (USA])
- Tudorovci (USA)
- Beautiful (USA)
- Missing (USA])
- Dr. House (USA)
- Everwood (USA)
- Elisa z Rivombrosy (Itálie)
- Fantaghiro (Itálie)
- Nedokonalé zločiny (Itálie)

- Sailor Moon (Japan)
- Šmoulové (I Puffi) (USA/Belgie)
- Simpsonovi (I Simpson) (USA)
- Police Academy (Scuola di polizia) (USA)